# Villa Furtado-Heine
La villa Furtado-Heine, aussi appelée villa des Officiers, est une villa située entre la rue de France et la promenade des Anglais, à Nice, en France.

## Historique
Lady Penelope Pitt-Rivers, née Atkins, ex-épouse d'un pair d'Angleterre, George Pitt, 1er baron Rivers (1721-1803), se fait construire un palais italien, en bord de mer, en 1787.
En septembre 1792, l'armée française franchit le Var et s'empare de Nice. Lady Atkins s'enfuit de Nice, laissant sur place tous ses biens. Sa propriété est confisquée car déclarée bien d'émigré et occupée par les troupes du Génie.
La villa est mise en vente en 1800. Elle est achetée par Sébastien Grandis, un Niçois servant dans l'intendance et riche propriétaire foncier. Elle est alors connue sous le nom de villa Grandis. 
Elle a été plusieurs fois louée ou prêtée. Pauline Borghèse, sœur de Napoléon Ier y séjourne en 1807 et 1813. La princesse Marie-Louise, fille du roi Charles IV d'Espagne est placée en résidence surveillée à Nice, en 1809-1811, d'abord dans la villa Grandis, puis dans la maison Barralis, place de la Croix-de-Marbre.
Elle est ensuite achetée par Louis Guiglia, ancien président du Sénat de Nice. 
Vers 1860, elle devient la propriété d'Auguste Carlone (1812-1873), banquier et propriétaire du journal L'Écho des Alpes-Maritimes et partisan du rattachement du comté de Nice à la France,. Il y reçoit avant 1863 l'astronome Edward Cooper (1798 à Dublin-1863) qui monte dans le parc la plus grande lunette astronomique d'Europe pour effectuer des observations utiles,.
La villa est achetée après la mort de Carlone par le Russe Henri Krohn (1809 à Güstrow - 1899 à Nice). Des difficultés financières l'amène à mettre en vente la villa avec celle des Baumettes.
Elle est rachetée en 1882 par Cécile Furtado-Heine, petite-fille du banquier parisien Beer Léon Fould, veuve du banquier Salomon Heine. La villa prend le nom de sa nouvelle propriétaire. Très riche, elle a subventionné de nombreuses œuvres de bienfaisance et la construction de l'hôpital Pasteur de Paris. Madame Furtado-Heine fait ajouter un étage à la villa pour loger sa domesticité par l'architecte Sébastien-Marcel Biasini (1841-1913) et un portail en fer forgé donnant sur la promenade des Anglais.
À la suite de la seconde expédition militaire de Madagascar, les troupes sont atteintes par plusieurs épidémies. Cécile Furtado-Heine décide, en 1895, de léguer sa villa au ministère de la Guerre qui la transforme en maison de repos et de convalescence pour les officiers blessés ou malades.
La villa Furtado-Heine est inscrite au titre des monuments historiques depuis le 10 juin 1961.